# Ануй, Жан
Жан Мари Люсьен Пьер Ану́й (Ануйль, фр. Jean Anouilh; 23 июня 1910, Бордо — 3 октября 1987, Лозанна) — французский драматург и сценарист, видный деятель французской литературы XX века.

## Биография
Жан Ануй родился на окраине Бордо в семье портного и скрипачки; по происхождению баск.
В возрасте пятнадцати лет Ануй приехал в Париж, где учился в лицее. После окончания лицея некоторое время изучал право в Сорбонне, писал короткие юмористические сценарии для кино.
В 1928 году женился на актрисе Монелль Валентин. С начала 1930-х годов Ануй работал секретарём режиссёра Луи Жуве.
Ануй скончался в 1987 году в возрасте 77 лет в своём доме в Лозанне. Похоронен на кладбище Пюлли (кантон Во, Швейцария).

## Творчество
Первую самостоятельную пьесу, «Горностай», Ануй написал в 1931 году, затем до 1960 года Ануй писал по пьесе почти каждый год.
Успех пришёл в 1937 году после того, как пьеса «Пассажир без багажа» была поставлена на парижской сцене.
Огромный резонанс в оккупированном фашистами Париже вызвала постановка пьесы «Антигона» (написана в 1943 году, тогда же впервые поставлена, опубликована в 1944), в которой звучали призывы не подчиняться насилию. Международную популярность Ануй приобрёл после Второй мировой войны.
Ануй написал сценарии к нескольким фильмам, среди них «Месье Винсент» (1947) и «Маленький Мольер» (1959).

## Награды
- 1961 — Премия «Тони» за лучшую пьесу
- 1970 — Премия Чино дель Дука
- 1971 — Премия «Prix du Brigadier»
- 1980 — Гран-при Французской академии

## Пьесы
- «Хумулус немой» (Humulus le muet, 1929; в соавторстве с Ж. Ореншем)
- «Мандарин» (Mandarine, 1930—1931; неопубл.)
- «Горностай» (L’Hermine, 1931)
- «Иезавель» (Jézabel, 1932)
- «Бал воров» (Le Bal des voleurs, 1933)
- «Жил-был каторжник» (Y’avait un prisonnier, 1934)
- «Дикарка» (La Sauvage, 1934)
- «Пассажир без багажа» (Le Voyageur sans bagage, 1936)
- «Ужин в Санлисе» (Le Rendez-vous de Senlis, 1936)
- «Леокадия» (Léocadia, 1938)
- «Эвридика» (Eurydice, 1941)
- «Антигона[фр.]» (Antigone, 1942)
- «Ромео и Жанетта» (Roméo et Jeannette, 1945)
- «Приглашение в замок» (L’Invitation au château, 1946)
- «Медея» (Médée, 1946)
- «Эпизод из жизни автора» (Épisode de la vie d’un auteur, 1948)
- «Ардель, или Ромашка» (Ardèle ou la Marguerite, 1948)
- «Репетиция, или Наказанная любовь» (La Répétition ou l’Amour puni, 1950)
- «Коломба» (Colombe, 1950)
- «Вальс тореадоров» (La Valse des toréadors, 1951)
- «Сесиль, или Урок отцам» (Cécile ou l'École des pères, 1951)
- «Жаворонок»[6] (L’Alouette, 1952)
- «Орнифль, или Сквозной ветерок» (Ornifle ou le Courant d’air, 1955)
- «Бедняга Бито, или Ужин голов» (Pauvre Bitos ou le Dîner de têtes, 1956)
- «Сумасброд, или Влюблённый реакционер» (L’Hurluberlu ou le Réactionnaire amoureux, 1958)
- «Маленький Мольер» (La Petite Molière, 1958)
- «Потасовка» (La Foire d’empoigne, 1958)
- «Беккет, или Честь Божья» (Becket ou l’Honneur de Dieu, 1959)
- «Подвал[фр.]» (La Grotte, 1959)
- «Оркестр[фр.]» (L’Orchestre, 1959)
- «Сон критика» (Le Songe du critique, 1960)
- «Не будите Мадам» (Ne réveillez pas Madame, 1964)
- «Сладкая жизнь» (La Belle Vie, 1965)
- «Булочник, булочница и маленький подмастерье» (Le Boulanger, la Boulangère et le Petit Mitron, 1965)
- «Месье Барнетт» (Monsieur Barnett, 1965)
- «Дорогой Антуан, или Неудачная любовь» (Cher Antoine ou l’Amour raté, 1967)
- «Золотые рыбки, или Отец мой славный» (Les Poissons rouges ou Mon père, ce héros, 1968)
- «Ты был таким милым в детстве» (Tu étais si gentil quand tu étais petit, 1969)
- «Директор Оперы» (Le Directeur de l’Opéra, 1971)
- «Арест» (L’Arrestation, 1972)
- «Птички» (Chers zoiseaux, 1974)
- «Сценарий» (Le Scénario, 1974)
- «Да здравствует Генрих IV!, или Галигай» (Vive Henri IV ! ou la Galigaï, 1976)
- «Штаны (Генералы в юбках)» (La Culotte, 1976)
- «Эдип, или Нескладный царь» (Œdipe ou le Roi boîteux, 1978)
- «Пупок» (Le Nombril, 1980)
- «Томас Мор, или Человек свободный» (Thomas More ou l’Homme libre, 1987)

## Сценарист
- 1951 — Дорогая Каролина / Caroline chérie
- 1952 — Каприз дорогой Каролины / Un caprice de Caroline chérie
- 1953 — Рыцарь ночи / Le Chevalier de la nuit
- 1964 — Карусель / La Ronde